# Sant Mamet d'Alòs de Balaguer
Sant Mamet d'Alòs de Balaguer és una ermita d'Alòs de Balaguer (Noguera) inclosa a l'Inventari del Patrimoni Arquitectònic de Catalunya.

## Descripció
Aquesta ermita està situada al cim de la muntanya de Sant Mamet. És de petites dimensions i està annexionada a un refugi amb pou d'aigua i llum per energia solar.

## Història
No es tenen notícies documentals d'aquesta ermita. Des de finals del segle xix ja es trobava en ruïnes i l'any 2000 l'Ajuntament d'Alòs es va proposar reconstruir-ho, això es va aconseguir gràcies a la col·laboració dels habitants del poble. Cada 11 de Maig se celebra una romeria a l'ermita.